# Dilatação anômala

Variação da densidade da água e do gelo em função da temperatura.

Representação esquemática da variação da temperatura da água de um lago de uma região de clima temperado, em função da profundidade, no verão (esquerda) e no inverno (direita).

Dilatação anômala é uma característica presente em algumas substâncias, com destaque para a água, que tem um comportamento anômalo em relação às variações térmicas. Isto porque o aquecimento provoca uma redução do volume da água, no intervalo de temperatura entre 0 °C e 4 °C.
Este fato ocorre porque as moléculas de água se ligam a partir de ligações intermoleculares, chamadas de pontes de hidrogênio. A água em seu estado sólido apresenta um retículo cristalino, com grandes vazios entre suas partículas. A fusão do gelo resulta na quebra destas ligações, resultando numa redução de 10% de seu volume anterior. Inversamente, a solidificação da água causa o aumento de seu volume inicial.[carece de fontes?]
Imaginemos uma garrafa cheia de um líquido qualquer sendo deixada durante horas em um refrigerador. Poderemos constatar o aumento de seu volume pelo rompimento da garrafa. Por outro lado, um cubo de gelo flutua sobre a água líquida, demonstrando que no estado sólido a água é menos densa. Entretanto, este comportamento anormal não se interrompe com a fusão do gelo. Mesmo na fase líquida, a água ainda apresenta resquícios de sua formação cristalina com espaços vazios. E até a temperatura 4 °C a água continua sua contração, atingindo seu volume mínimo.[carece de fontes?]
Esse fenômeno também é importante para a manutenção da vida nas águas frias, pois faz com que a água a 4 °C fique no fundo e mantenha mais aquecidas as criaturas que ali vivem.